# انحراف تیغه بینی
در انحراف بینی (به انگلیسی: Septal Deviation) معمولاً کجی تیغه بینی در قسمت داخلی بینی است و تأثیری روی شکل ظاهری بینی نمی‌گذارد.
تیغه بینی دیواره‌ای است که فضای داخل بینی را به دو حفره مجزای راست و چپ تقسیم می‌کند. قسمت پایینی این تیغه غضروفی و قسمت بالایی آن استخوانی است. تیغه بینی نیز مانند سایر اجزای دستگاه اسکلتی تا پایان بلوغ رشد می‌کند و بزرگتر می‌شود. چندین مرکز غضروف‌سازی و استخوان‌سازی در رشد هماهنگ تیغه بینی مؤثرند.
بدیهی است اگر به هر دلیلی یکی یا چندتا از این مراکز غضروف‌سازی یا استخوان‌سازی کمتر یا بیشتر از حد معمول رشد کنند، تیغه بینی ممکن است از خط وسط منحرف شده و در ناحیه‌ای به سمت راست یا چپ کج شود. ضربه به بینی یا شکستگی تیغه میانی بینی نیز می‌تواند موجب انحراف بینی شود.
وارد آمدن ضربه به بینی تا قبل از کامل شدن بلوغ، می‌تواند باعث آسیب دیدن این مراکز غضروف‌سازی یا استخوان‌سازی شود. این ضربه ممکن است هنگام تولد نوزاد، در حین گذر از کانال زایمان به بینی وارد شود یا در طول زندگی اتفاق بیفتد. بسته به شکل و محل کجی تیغهٔ بینی، انحراف منجر به تنگی و گرفتگی یک یا هر دو مجرای بینی می‌شود.

## تظاهرات بالینی
در برخی بیماران انحراف بینی باعث گرفتگی یک یا هردو مجرای بینی و در نتیجه بروز مشکل تنفسی می‌شود که به شکل انسداد تنفسی، خرخر شبانه، کاهش حس بویایی، خشکی بینی و خون دماغ بروز می‌کند والبته در دراز مدت می‌تواند علایم و عوارض دیگری ازجمله سینوزیت، مشکلات گوش و مشکلات ریوی را باعث شود.
تشخیص با معاینه بالینی بینی یا تصویربرداری رادیوگرافی است.

## درمان
انحراف بینی درمان دارویی ندارد (البته برای رفع علائم و عوارض بیماری می‌توان دارو مصرف کرد). در موارد شدید نیاز به جراحی سپتوپلاستی و اصلاح انحراف می‌باشد. معمولاً جراحی بینی بعد از سن رشد صورت می‌پذیرد. در سپتوپلاستی، جراح به منظور دسترسی به تیغه بینی شکافی را روی بینی ایجاد می‌کند و غشای مخاطی که پوشش محافظ تیغه است را بالا می‌برد. سپس تیغه بینی منحرف شده را در وضعیت صحیح قرار می‌دهد. هرگونه مانع مانند قطعات اضافی استخوان یا غضروف برداشته می‌شود؛ و در مرحله آخر غشای مخاطی در محل اولیه قرار می‌گیرد. تنها درمان دائمی انحراف بینی عمل جراحی است.

## راینولوژی
راینولوژی یک شاخه فوق تخصصی از رشته گوش و حلق و بینی و جراحی سر و گردن است و به بیماری‌ها و جراحی‌های ناحیه بینی می‌پردازد.

## نکاتی که لازم است در مورد عمل انحراف بینی بدانید
همان روزی که بستری می‌شوید، عمل شده و همان روز نیز مرخص خواهید شد. عمل از طریق سوراخ بینی انجام می‌شود و برشی روی پوست بینی یا صورت شما داده نمی‌شود؛ بنابراین نیازی به رعایت مراقبتهایی که معمولاً در عمل زیبائی بینی رعایت می‌شوند نیست؛ یعنی گچ روی بینی و همین‌طور چسب نخواهیم داشت. روشن است که کبودی ظاهری و تورم نیز نخواهیم داشت. اگر چنانچه برای شما تامپون بینی که همان پانسمان داخلی است گذاشته شود معمولاً آن را پس از دو روز خارج می‌کنیم. تا سه - چهار روزی ممکن است ترشحات خونابه‌ای کمی از بینی شما خارج شود که جای نگرانی نخواهد داشت. بهتر است بعد از خارج کردن تامپون تا چند روزی از سرم شستشوی بینی برای نرم شدن ترشحات داخل بینی استفاده کنید و سپس بینی را به آهستگی فین کنید. فین کردن محکم نیز بعد از دو هفته بلامانع است. برای پیشگیری از عفونت برای شما آنتی‌بیوتیک تجویز خواهد شد که لازم است بعد از عمل آن را مصرف کنید.

## احتمال بازگشت یا عود مجدد
گاهی مراجعه کنندگان به این موضوع فکر می‌کنند که آیا با توجه به هزینه عمل انحراف بینی که متحمل می‌شوند این مشکل به حالت اولیه قبل از عمل برمی گردد یا خیر؟ در پاسخ به این افراد باید گفت که بازگشت انحراف بینی به حالت اولیه پس از عمل جراحی انحراف بینی می‌تواند گهگاه اتفاق افتد و در این رابطه مراقبت از بینی در طول شش هفته پس از انجام عمل جراحی نقش اساسی و با اهمیت دارد. در صورتی که برای حل این مشکل از روش جراحی تزریقی استفاده می‌کنید، مواد تزریق شده تا دو سال عمر مفید دارند و پس از پایان این دوره باید عمل تزریق مجدداً بر روی بینی تکرار شود.